# Maximin d'Aix
Pour les articles homonymes, voir Saint Maximin.
Maximin d'Aix (en latin Maximinus) est, selon la tradition catholique, le premier évêque (épiscope) d'Aix-en-Provence au Ier siècle (Aquae Sextiae), sans doute à partir de 45. Il est reconnu saint par l'Église catholique, et fêté le 8 juin selon le Martyrologe romain.
Compagnon de sainte Marie Madeleine, c'est lui qui inhume la sainte, dans la Tradition provençale, et se fait ensuite inhumer à ses côtés. Leurs tombeaux deviennent un lieu de culte et de pèlerinage important du christianisme médiéval.

## Biographie
D'après la Tradition chrétienne, Maximin est l'intendant de la famille de Béthanie qui devient disciple de Jésus. Il n'est jamais cité dans les évangiles canoniques, mais il serait l’un des soixante-douze disciples du Christ. Entre 40 et 44, il accompagne Lazare et les saintes Maries (Marie Madeleine, Marthe, Marcelle et sa disciple Suzanne, Marie de Béthanie, Marie Jacobé, la servante Marcelle et Sidoine) fuyant les répressions d'Hérode Agrippa. Tous ensemble, ils prennent un bateau qui leur fait traverser la Méditerranée jusqu'aux Saintes-Maries-de-la-Mer,.
Maximin commence à évangéliser Aix-en-Provence et ses alentours avec l'aide de Marie Madeleine. Il organise la première communauté de chrétiens et bâtit un petit oratoire qui prend le nom de « Saint-Sauveur » où il dépose quelques reliques du Saint-Sépulcre (qu'il avait ramenées de Terre Sainte),. Maximin est considéré dans l’Église catholique comme le fondateur de l'église d'Aix, et ainsi, son premier évêque,.

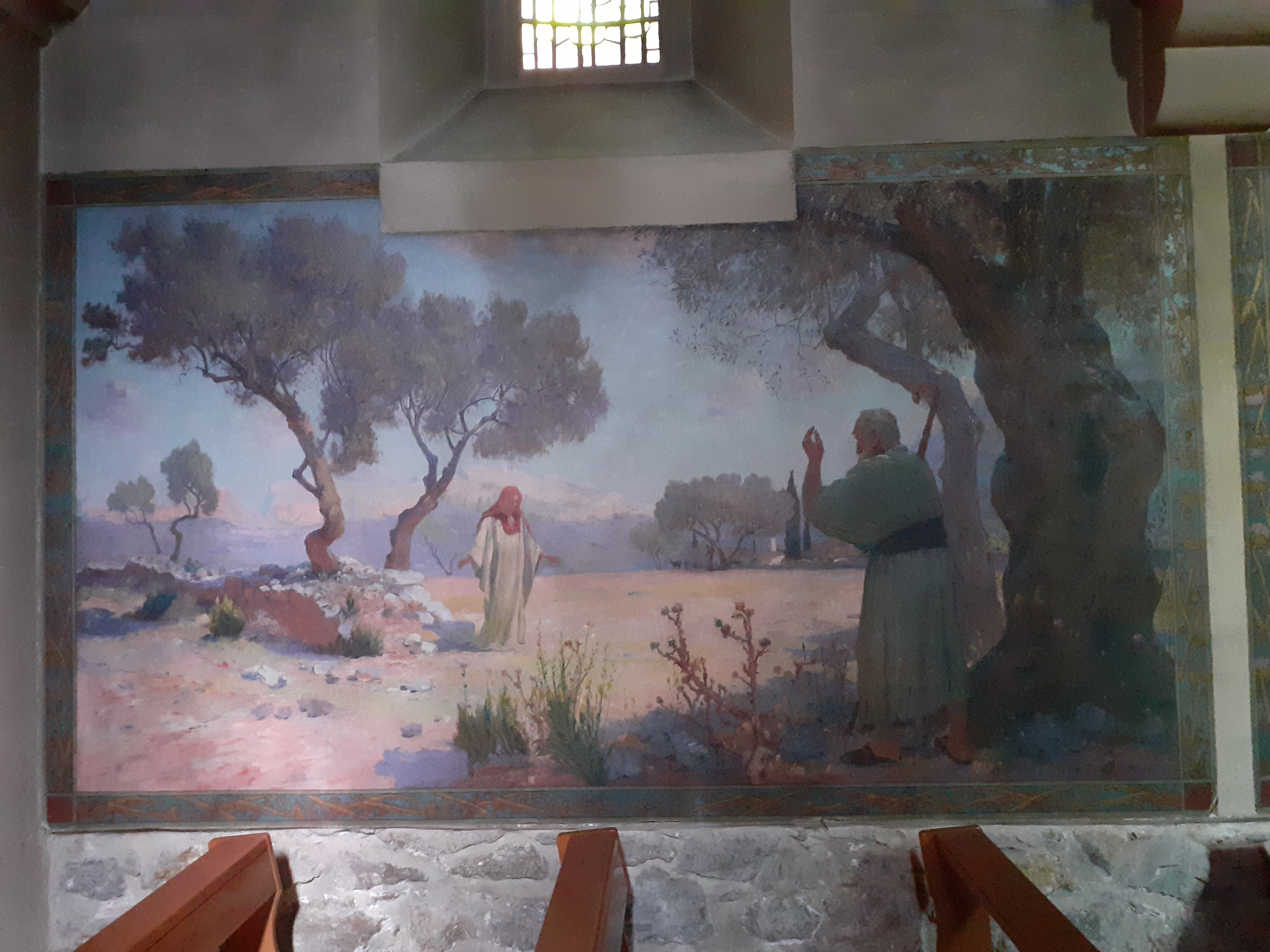
Sainte Marie Madeleine retrouvant Saint Maximin, peinture sur toile dans la chapelle de l'Hostellerie de la Sainte-Baume.

Maximin reçoit la visite de saint Alexandre de Brescia, déjà converti par Lazare, qui est devenu évêque de Marseille. Maximin renforce encore la foi d'Alexandre, ce qui lui permet d'écrire ses Actes avant de mourir martyr. 
Toujours selon la tradition, Marie Madeleine laisse Maximin à son apostolat pour se retirer dans la solitude de la Sainte-Baume. Un jour où elle sent qu'elle va bientôt mourir, l'ermite descend dans la plaine et retrouve Maximin qui vient à sa rencontre. Maximin lui donne alors la communion, et elle meurt peu de temps après. Maximin l'ensevelit sur le lieu qui deviendra plus tard la basilique Sainte-Marie-Madeleine. Maximin retourne à Aix, où il meurt. À sa demande, il sera inhumé à côté de Marie Madeleine,.
D'après les traditions latine et provençale, Sidoine succède à Maximin comme deuxième évêque d'Aix.

## Culte et postérité
Le lieu de sépulture des deux saints devient un oratoire. Au IVe siècle, les chrétiens installent les corps dans des sarcophages qui sont déposés dans une crypte funéraire avec, aux côtés de Maximin et Marie Madeleine, les corps de Sidoine, Suzanne et Marcelle (la servante de la famille de Béthanie), eux aussi inhumés sur ce même lieu. Puis une église paléochrétienne est construite et rattachée à l'Abbaye Saint-Victor de Marseille. L'église deviendra au XIIIe siècle la basilique Sainte-Marie-Madeleine de Saint-Maximin-la-Sainte-Baume. Les sarcophages se trouvent aujourd'hui dans la crypte de la basilique,.
En 710, les moines qui ont en charge les reliques des saints décident de les cacher pour éviter leur pillage et destruction par les Sarrasins qui commencent à mener des raids en Gaule. Ces reliques ensevelies au fond de la crypte ne seront redécouvertes que cinq siècles plus tard. En 1038, l’abbaye Saint-Victor de Marseille reçoit des terres autour d’une villa qui constitue le centre de peuplement de la vallée. Le monastère s'étend et les pèlerinages se développent.
Saint Maximin est le patron du diocèse d’Aix.
Son tombeau est situé dans la crypte de la basilique de Saint-Maximin,.
La ville de Saint-Maximin-la-Sainte-Baume porte le nom de ce saint.

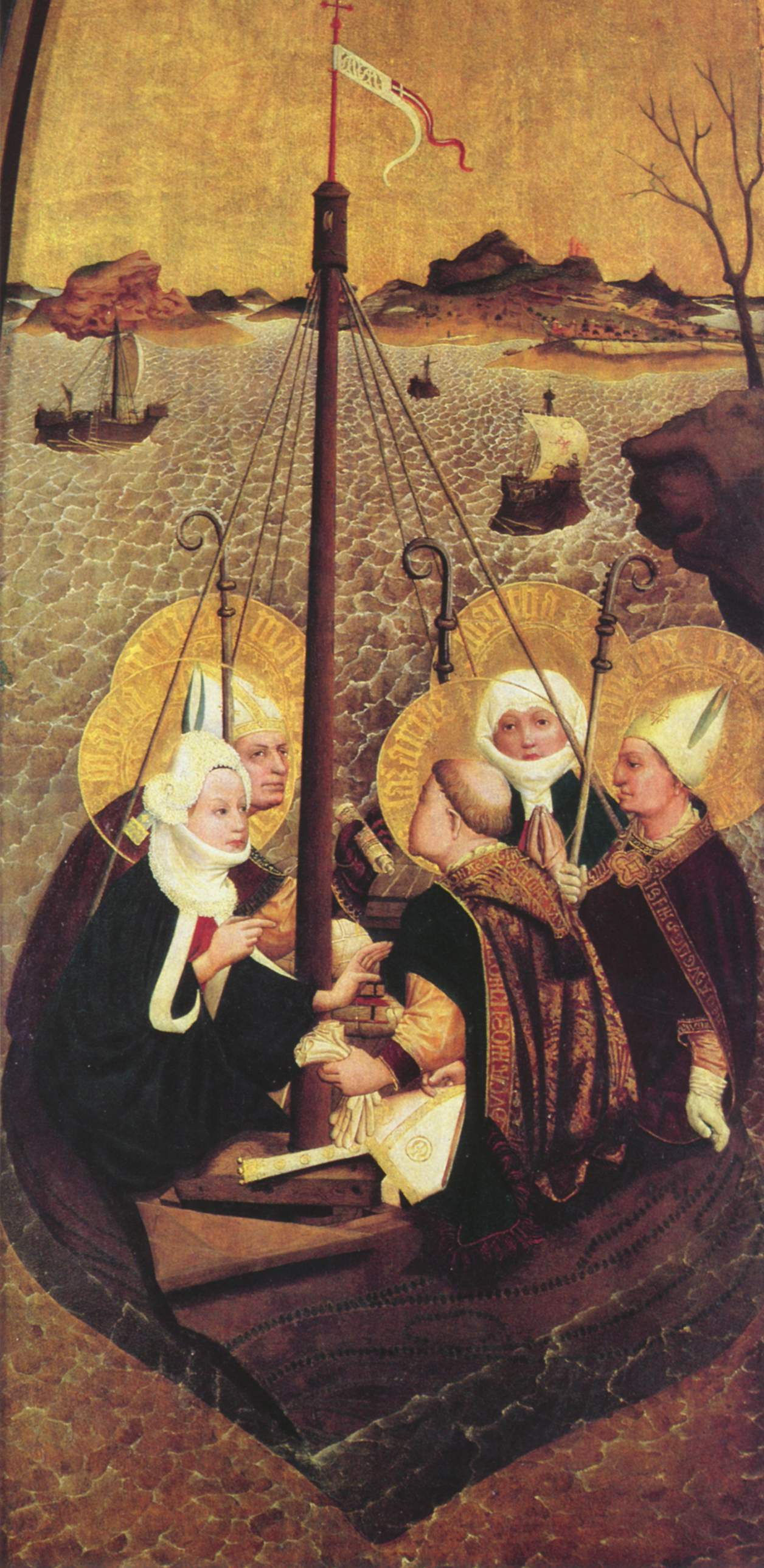
Le Voyage des Saints de Lukas Moser (1431), église de Tiefenbronn.
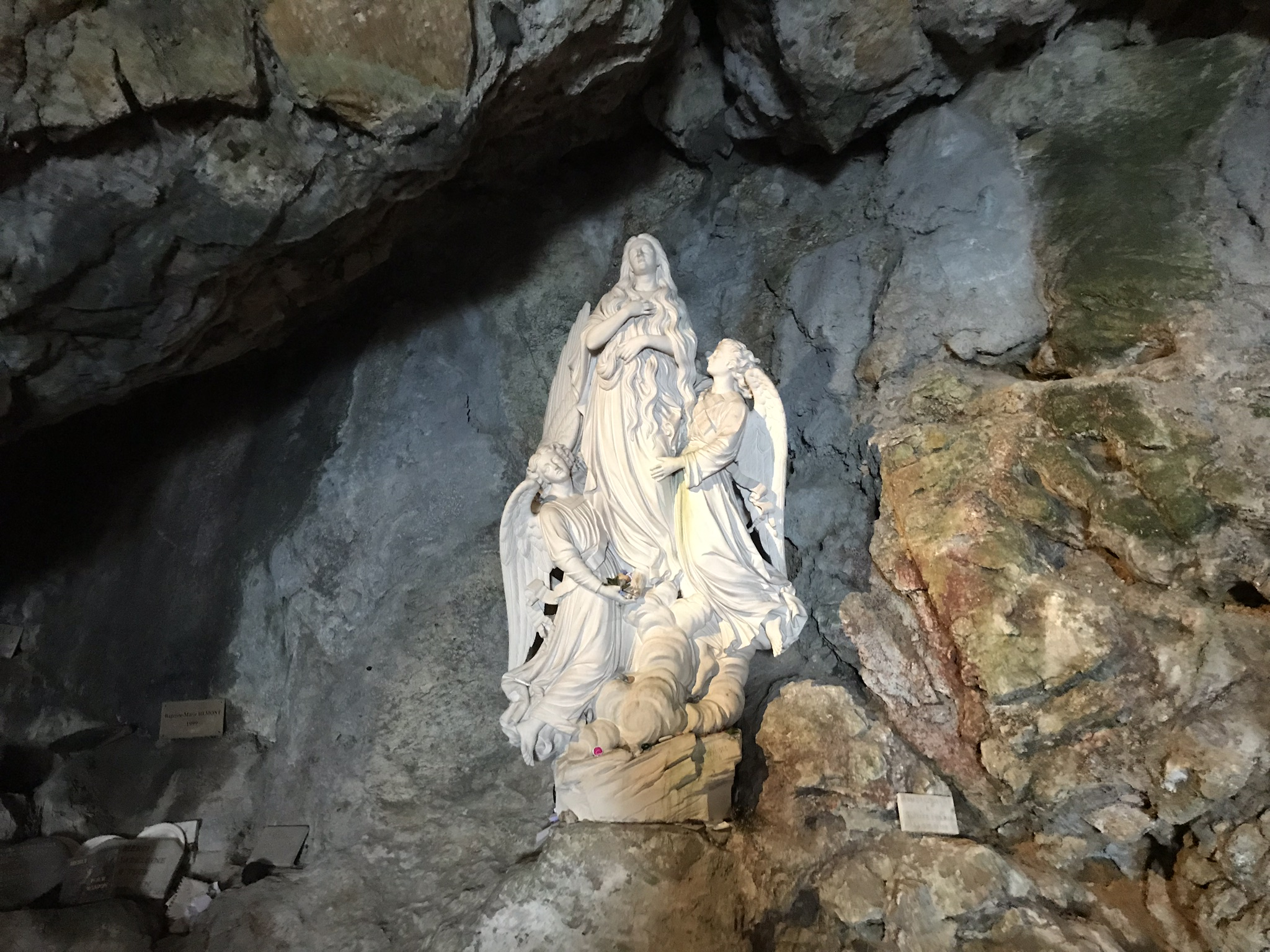
Sculpture de sainte Marie Madeleine dans la grotte de la Sainte-Baume.
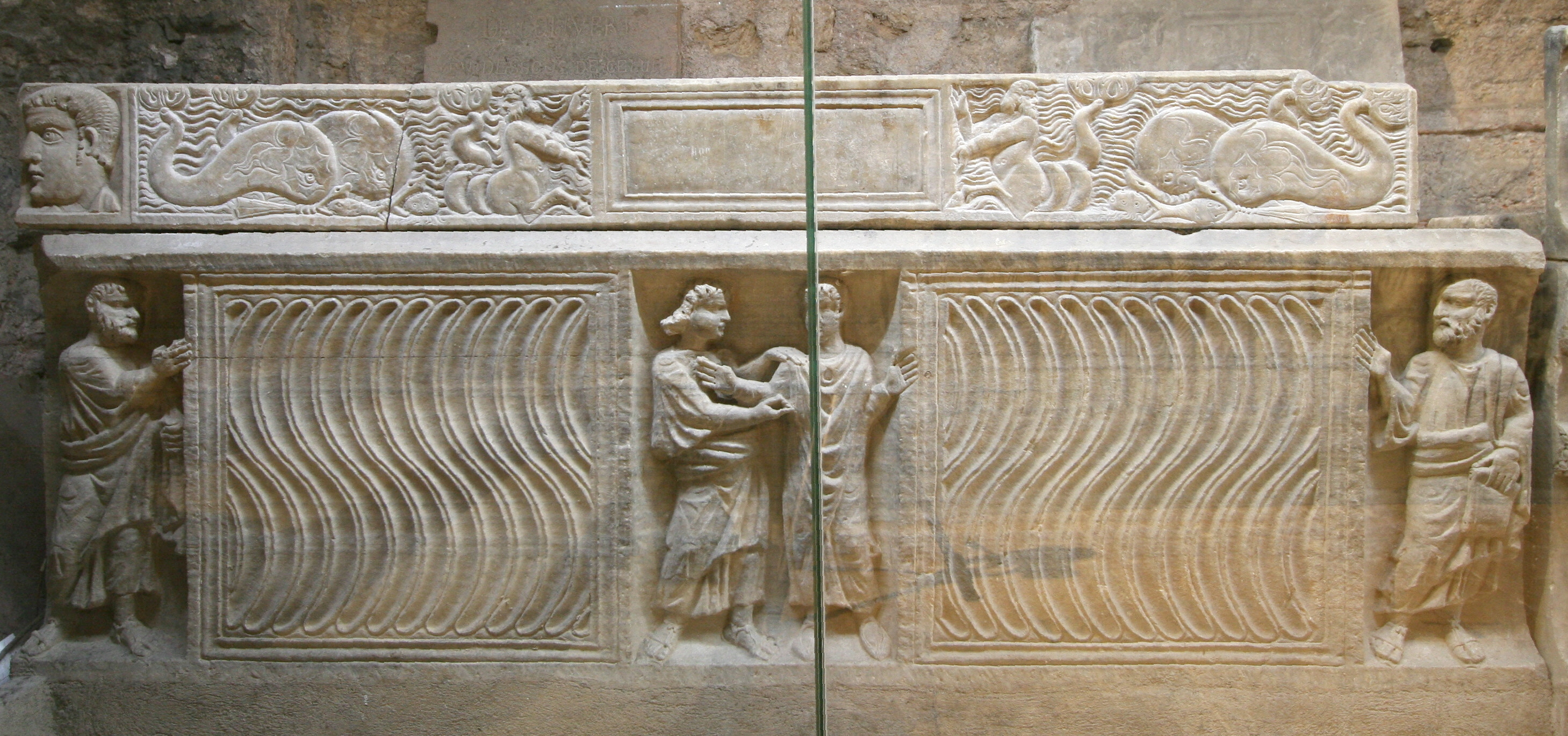
Sarcophage de saint Maximin dit par le passé de sainte Marcelle, basilique Sainte-Marie-Madeleine de Saint-Maximin-la-Sainte-Baume.